# Гоул-ор-Голлов-Вотер 10
Гоул-ор-Голлов-Вотер 10 (англ. Hole or Hollow Water 10) — індіанська резервація в Канаді, у провінції Манітоба, у межах невключеної частини переписної області №19.

## Населення
За даними перепису 2016 року, індіанська резервація нараховувала 582 особи, показавши скорочення на 7,2%, порівняно з 2011-м роком. Середня густина населення становила 35,5 осіб/км².
З офіційних мов обидвома одночасно не володів жоден з жителів, тільки англійською — 580, а 5 — жодною з них. Усього 115 осіб вважали рідною мовою не одну з офіційних, з них усі — одну з корінних мов.
Працездатне населення становило 46,9% усього населення, рівень безробіття — 34,2%.
Середній дохід на особу становив $21 754 (медіана $16 224), при цьому для чоловіків — $20 617, а для жінок $22 758 (медіани — $15 776 та $16 640 відповідно).
30,9% мешканців мали закінчену шкільну освіту, не мали закінченої шкільної освіти — 50,6%, 18,5% мали післяшкільну освіту, з яких 20% мали диплом бакалавра, або вищий.
| Статево-вікова структура населення | Статево-вікова структура населення | Статево-вікова структура населення | Статево-вікова структура населення | Статево-вікова структура населення |
| ---------------------------------- | ---------------------------------- | ---------------------------------- | ---------------------------------- | ---------------------------------- |
|                                    |                                    |                                    |                                    |                                    |
| Всього                             | Всього                             | 49,6%50,4%                         |                                    |                                    |
| 0 — 14 років                       | 0 — 14 років                       |                                    | 30,5%                              | 30,5%                              |
| 15 — 64 років                      | 15 — 64 років                      |                                    | 64,4%                              | 64,4%                              |
| 65 і більше                        | 65 і більше                        |                                    | 5,1%                               | 5,1%                               |
| Середній вік (років)               | Середній вік (років)               | 29,529,7                           | 29,6                               | 29,6                               |
| Медіана (років)                    | Медіана (років)                    | 22,324,4                           | 23,6                               | 23,6                               |
| — чоловіки — жінки                 |                                    |                                    |                                    |                                    |

| Походження мешканців:     | Походження мешканців:     | Походження мешканців: | Походження мешканців: | Походження мешканців: |
| ------------------------- | ------------------------- | --------------------- | --------------------- | --------------------- |
| Походження                |                           |                       | осіб                  | %                     |
| Корінні американці        | Корінні американці        |                       | 575                   | 99.14%                |
| Інше північноамериканське | Інше північноамериканське |                       | 0                     | 0%                    |
| Європейське               | Європейське               |                       | 80                    | 13.79%                |
| британське                | британське                |                       | 25                    | 4.31%                 |
| французьке                | французьке                |                       | 20                    | 3.45%                 |
| українське                | українське                |                       | 10                    | 1.72%                 |

## Клімат
Середня річна температура становить 1,3°C, середня максимальна – 22,5°C, а середня мінімальна – -25,3°C. Середня річна кількість опадів – 540 мм.
| Клімат поселення                              | Клімат поселення | Клімат поселення | Клімат поселення | Клімат поселення | Клімат поселення | Клімат поселення | Клімат поселення | Клімат поселення | Клімат поселення | Клімат поселення | Клімат поселення | Клімат поселення | Клімат поселення |
| Показник                                      | Січ.             | Лют.             | Бер.             | Квіт.            | Трав.            | Черв.            | Лип.             | Серп.            | Вер.             | Жовт.            | Лист.            | Груд.            |                  |
| Середній максимум, °C                         | −13,93           | −10,17           | −2,77            | 7,30             | 15,32            | 21,36            | 22,46            | 21,38            | 15,34            | 8,54             | −1,32            | −11,58           |                  |
| Середня температура, °C                       | −19,61           | −15,85           | −8,46            | 1,62             | 9,64             | 15,68            | 18,78            | 17,69            | 11,66            | 4,84             | −5,01            | −15,28           |                  |
| Середній мінімум, °C                          | −25,3            | −21,54           | −14,14           | −4,07            | 3,94             | 10,00            | 15,06            | 14,00            | 7,96             | 1,14             | −8,71            | −18,97           |                  |
| Норма опадів, мм                              | 24               | 17               | 25               | 26               | 50               | 84               | 69               | 77               | 64               | 47               | 34               | 23               |                  |
| Середньомісячна швидкість вітру, м/с          | 3.50             | 3.40             | 3.60             | 3.80             | 3.90             | 3.60             | 3.50             | 3.65             | 3.95             | 4.20             | 4.10             | 3.60             |                  |
| Середньомісячна сонячна радіація, кДж/м²·день | 4095             | 7548             | 12617            | 17457            | 20210            | 21028            | 21222            | 17776            | 11950            | 6967             | 3850             | 2928             |                  |
| --------------------------------------------- | ---------------- | ---------------- | ---------------- | ---------------- | ---------------- | ---------------- | ---------------- | ---------------- | ---------------- | ---------------- | ---------------- | ---------------- | ---------------- |
| Джерело:                                      |                  |                  |                  |                  |                  |                  |                  |                  |                  |                  |                  |                  |                  |